# Chiesa di San Martino in Petraija
La chiesa di San Martino in Petraija si trova a Casciana Terme.

## Storia e descrizione
La chiesa, di origine trecentesca, fu rifatta completamente nel 1807.
L'opera più rappresentativa è custodita presso l'altar maggiore, il miracoloso "Crocifisso" ligneo, recentemente restaurato, che è molto venerato almeno dal Cinquecento.
Il restauro dell'opera ha portato alla luce alcuni particolari dorati e tonalità diverse del fondo del Crocifisso, che per scelta dei restauratori, ha comunque conservato il suo tradizionale colore ebano. Come è avvenuto per molti crocefissi lignei del periodo, infatti, nel tempo ha assunto una colorazione simile al bronzo, materiale più pregiato e costoso. 
L'immagine sacra del Crocifisso viene esposta in particolare per la festa patronale, che si celebra il 3 maggio, ultimo giorno dei Ludi Floreali in epoca precristiana, e un tempo festività della Vera Croce nel calendario ecclesiastico toscano antico, in questo più vicino a quello così detto gallicano (delle Gallie, sia cisalpine che transalpine) che a quello romano, egemone dai tempi del Rinascimento.
Da qui si spiega il tema iconografico del grande dipinto del soffitto dedicato a storie di San Costantino imperatore, il fondatore della Chiesa romano-cattolica.

La Chiesa di San Martino è la sede della Compagnia omonima, che ha provveduto nel tempo ad arricchirla, con alcune testimonianze, statue marmoree, dipinti ad olio e strutture, in particolare una caratteristica doppia scalinata in marmo, che si sviluppa dietro l'altare, fino alla nicchia del crocefisso. 
L'immagine del Crocifisso è celata per tutto l'anno da un dipinto su tela, che viene scoperta solamente durante i festeggiamenti in suo onore. La tela - come è stato recentemente rivelato -  raffigura San Domenico Soriano e forse è da considerare testimonianza (insieme ad una raffigurazione di santo domenicano conservata in sacrestia) di un forte rapporto con la presenza domenicana documentata in tutto il territorio circostante: vicino a Casciana Terme si trova Rivalto, da cui prende il nome il grande predicatore domenicano e padre della lingua italiana Giordano da Rivalto, mentre a Lari c'è una importante fraternita laica domenicana dedicata a Girolamo Savonarola.
La scelta di dedicare al Crocefisso il patronato di Casciana Terme fu determinata dallo scampato pericolo di un terremoto che colpì aspramente i comuni vicini, ma lasciò intatto il comune di Bagni di Casciana. Tutti gli anni vengono celebrate messe di suffragio e una processione di ringraziamento al SS.Crocefisso.
Il culto del Crocifisso di Petraja rientra comunque anche nel più generale culto alla Croce che si registra nelle terre che, come Casciana e la vicina Parlascio, si trovavano all'estrema propaggine meridionale della Arcidiocesi di Lucca.

## Galleria d'immagini

Santino ufficiale realizzato dopo il restauro del SS. Crocefisso
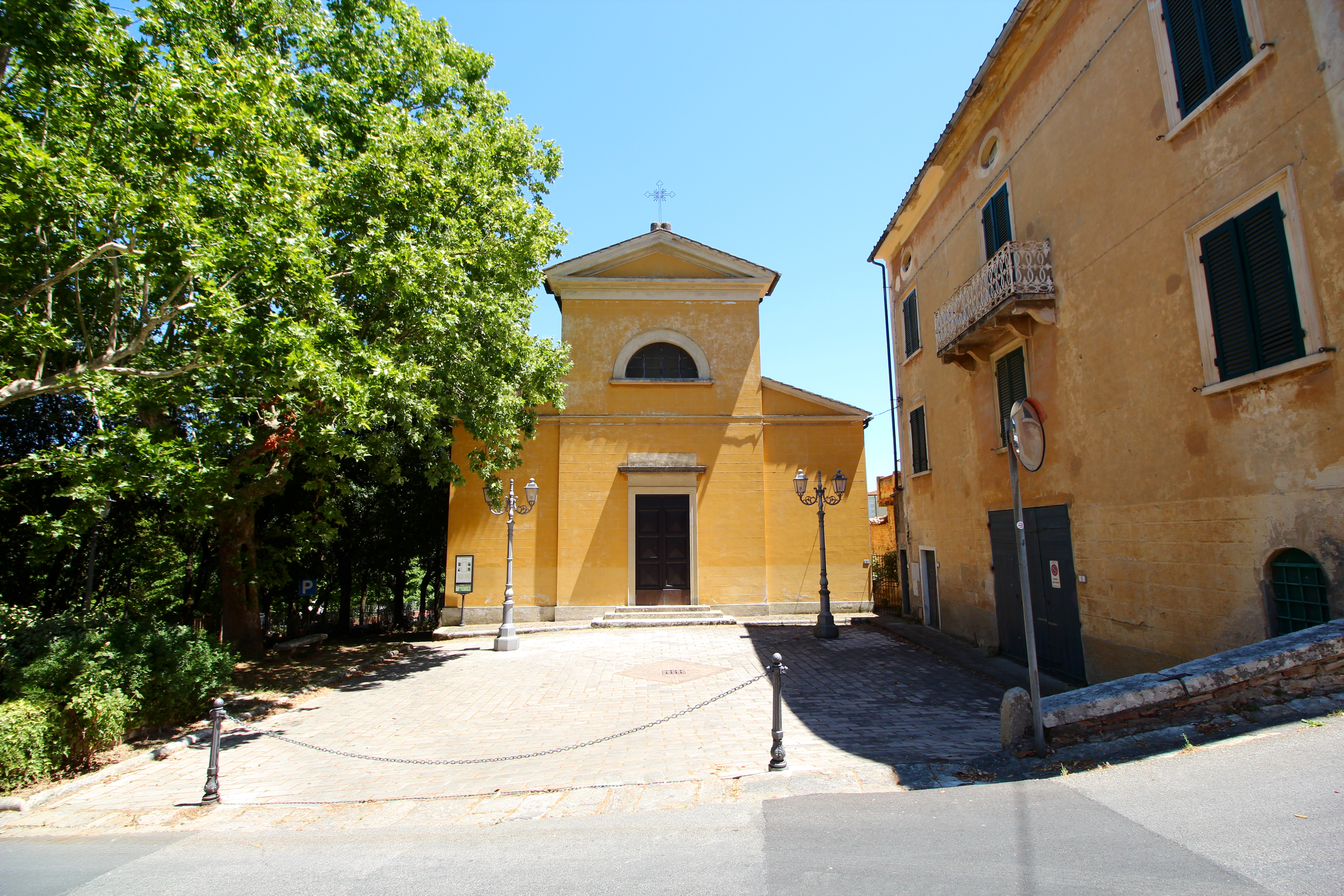
Esterno della chiesa di San Martino in Petraija